# Lojze Peterle
Alojz (Lojze) Peterle (ur. 5 lipca 1948 w m. Čužnja vas) – słoweński polityk i ekonomista. Jeden z inicjatorów uzyskania przez Słowenię niezależności i pierwszy premier tego kraju. Były przewodniczący partii chadeckiej i minister spraw zagranicznych, poseł do Parlamentu Europejskiego V (w 2004) oraz VI, VII i VIII kadencji.

## Życiorys
Ukończył studia ekonomiczne na Uniwersytecie Lublańskim. Pracował w Instytucie Urbanizmu oraz w Instytucie Planowania Społecznego.
W maju 1990 Lojze Peterle objął urząd premiera Słowenii, po kwietniowych wyborach parlamentarnych, które wygrała koalicja DEMOS, zawiązana przeciw rządzącym komunistom przez socjaldemokratów, demokratów i chadeków. W 1991 należał do inicjatorów ogłoszonej przez słoweński parlament deklaracji niepodległości i uniezależnienia się od Jugosławii. W maju 1992 po kryzysie koalicyjnym odszedł z zajmowanego stanowisko. W gabinecie swojego następcy, Janeza Drnovška, został w styczniu 1993 wicepremierem i ministrem spraw zagranicznych, funkcje te pełnił do października 1994, odchodząc po kolejnym kryzysie koalicyjnym. Od czerwca do listopada 2000 ponownie objął stanowisko ministerialne, kierując resortem spraw zagranicznych w rządzie Andreja Bajuka.
Od 1989 do 2000 przewodniczył Słoweńskim Chrześcijańskim Demokratom, którzy w 2000 połączyli się ze Słoweńską Partią Ludową. W tym samym roku Lojze Peterle wziął jednak udział w tworzeniu odrębnego ugrupowania pod nazwą Nowa Słowenia-Chrześcijańska Partia Ludowa. Od 1990 sprawował mandat poselski do krajowego Zgromadzenia Narodowego. Był przedstawicielem Słowenii w Konwencie Europejskim. Od maja do lipca 2004 był europosłem V kadencji w ramach delegacji krajowej. W 2004 uzyskał mandat deputowanego do Parlamentu Europejskiego VI kadencji z ramienia Nowej Słowenii.
W 2007 wystartował jako kandydat niezależny w wyborach na urząd prezydenta Słowenii, otrzymując poparcie 3 z 4 ugrupowań rządzącej koalicji centroprawicowej, tj. Nowej Słowenii, Słoweńskiej Partii Demokratycznej oraz Słoweńskiej Partii Ludowej. 21 października, w pierwszej turze, zajął pierwsze miejsce z wynikiem 28,7% głosów. W drugiej turze z 11 listopada przegrał znacząco z Danilem Türkiem, uzyskując 31,7% głosów.
W wyborach europejskich w 2009 uzyskał reelekcję do Europarlamentu ponownie z listy NSi. Przystąpił do grupy Europejskiej Partii Ludowej. W 2014 został wybrany na kolejną kadencję Europarlamentu.
Uhonorowany m.in. Orderem Piusa IX.